# Erik Thommesen
Erik Thommesen (15. februar 1916 i København – 22. august 2008) var en dansk træskulptør, som i flere år var medlem af den europæiske COBRA-kunstsammenslutning.
Thommesen studerede zoologi, men var som kunstner autodidakt. Han debuterede i 1940 på Kunstnernes Efterårsudstilling og var sammen med Ejler Bille med til at oprette Martsudstillingen, der eksisterede 1951-1982.
Både Thommesen og hans hustru Anna Thommesen modtog nogle af Danmarks mest prestigefyldte kunstpriser, men de har begge undladt at afhente flere af dem som led i et livslangt opgør med det danske kunstetablissement. Thommesen markerede sig også ofte som debattør, særligt inden for kulturpolitik.